# Julia Konrad
Julia Konrad Viezzer (Recife, 6 de agosto de 1990) é uma atriz brasileira, mais conhecida por interpretar Gabriela Alves na série Cidade Invisível da Netflix.

## Biografia
Natural de Recife, Pernambuco, mudou-se na infância para Buenos Aires, Argentina, com sua família, onde viveram dez anos. Depois, foi para Nova Iorque estudar artes cênicas, onde viveu durante três anos, formando-se em teatro musical pela American Musical and Dramatic Academy  no ano de 2012, na mesma turma que os atores Madeline Brewer e Jeremy Pope. Durante sua estadia nos Estados Unidos, participou do longa-metragem independente Allure (2014), do premiado diretor sérvio Vladan Nikolic, como a determinada Marta. Com estreia no Black Nights Film Festival 2014 em Tallinn, na Estônia, o filme foi nominado ao prêmio de "Melhor Filme Norte Americano".  
Voltando ao Brasil no final de 2013, Julia faz sua estreia na televisão brasileira como a cantora Janaína, de Geração Brasil, da Globo. Depois de uma participação como a modelo Valentina na novela Sete Vidas, da mesma emissora, Julia encarna Cecília Guerra, a Ciça, na vigésima terceira temporada de Malhação.
Em 2018 tem sua estreia no cinema brasileiro com o filme Paraíso Perdido, da diretora Monique Gardenberg, onde vive Celeste.  No mesmo ano, entra para a terceira temporada de 1 Contra Todos, série de Breno Silveira, como a boliviana Pepita. Também participa como protagonista de um dos episódios da série (Des)Encontros, de Rodrigo Bernardo, gravado em Buenos Aires, Argentina, onde contracena com o ator portenho Juan Sorini.
Em 2019 vive a médium Ruth-Céline Japhet no filme Kardec, com direção de Wagner de Ássis. Logo depois entra para o elenco da novela O Sétimo Guardião, da Rede Globo, onde interpreta a tímida Raimunda.
Em 2020 Julia volta como Pepita para quarta e última temporada de 1 Contra Todos, e lança seu primeiro single, "Vuelve", uma releitura em espanhol da icônica faixa "Volta", do cantor pernambucano Johnny Hooker. "Vuelve" faz parte da trilha sonora da quarta temporada de 1 Contra Todos. Em Agosto, lança seu primeiro single autoral, "Colores", em parceria com o músico pernambucano Barro.
Também no ano de 2020, Julia vem a público com seu relato de abuso sexual, trazendo o foco para casos de violação conjugal no Brasil, e começando um movimento que dá vozes a mulheres sobreviventes de violência sexual. Depois que sua história foi publicada na revista Claudia, outras atrizes vieram a público com suas próprias histórias de abuso, e a publicação abriu um canal permanente para que mulheres em todo o país pudessem compartilhar suas vivências.
Em 2021, estrela a primeira temporada da série brasileira da Netflix, Cidade Invisível, como a antropóloga e ambientalista Gabriela Alves.

## Filmografia

### Televisão
| Ano  | Título                       | Personagem                | Notas                                         |
| ---- | ---------------------------- | ------------------------- | --------------------------------------------- |
| 2014 | Geração Brasil               | Janaína Lima (Jana)       |                                               |
| 2015 | Sete Vidas                   | Valentina                 | Episódios: "3–25 de junho"                    |
| 2015 | Malhação: Seu Lugar no Mundo | Ana Cecília Guerra (Ciça) | Temporada 23                                  |
| 2015 | Malhação: Os Desatinados     | Ana Cecília Guerra (Ciça) | Obra derivada de Malhação: Seu Lugar no Mundo |
| 2017 | Rock Story                   | Samira                    | Episódios: "19–20 de maio"                    |
| 2018 | (Des)Encontros               | Amanda                    | Episódio: "Amanda e Diego"                    |
| 2018 | O Sétimo Guardião            | Raimunda Leme             |                                               |
| 2018 | 1 Contra Todos               | Pepita                    | Temporadas 3–4                                |
| 2021 | Cidade Invisível             | Gabriela Alves            | Temporadas 1–2                                |
| 2021 | 5x Comédia                   | Voz do app de meditação   | Episódio: "Hipocondríaco"                     |
| 2021 | Dom                          | Paloma                    | Temporadas 1–2                                |
| 2023 | Rio Connection               | Mila                      | Participação Especial                         |

### Cinema
| Ano  | Filme                           | Papel              |
| ---- | ------------------------------- | ------------------ |
| 2014 | Allure                          | Marta              |
| 2018 | Paraíso Perdido                 | Celeste            |
| 2019 | Kardec                          | Ruth-Celine Japhet |
| 2024 | Meu Sangue Ferve por Você       | Tereza             |
| 2025 | As Vitrines                     | [ 19 ]             |
| 2025 | Câncer com Ascendente em Virgem | Ju                 |

## Discografia

### Single
| Ano  | Título                                      | Album                         |
| ---- | ------------------------------------------- | ----------------------------- |
| 2020 | "Para um Amor no Recife" (part. Dj Dolores) | Não adicionado a nenhum álbum |
| 2020 | "Vuelve"                                    | Não adicionado a nenhum álbum |
| 2020 | "Colores"                                   | Não adicionado a nenhum álbum |